# Paulette Goddard
Paulette Goddard (født Marion Pauline Levy; 3. juni 1910 i Whitestone Landing, Queens, New York City, død 23. april 1990 i Ronco sopra Ascona, Ticino, Schweiz) var en amerikansk skuespiller, der var aktiv fra 1929 til 1972 i både film og teater.
Goddard begyndte karrieren i rampelyset som børnemodel. Hun var i 1940'erne en af Paramount Studios store stjerner. Hun var gift med flere kendte som Charlie Chaplin, Burgess Meredith og Erich Maria Remarque. Goddard var nomineret til en Oscar for bedste kvindelige birolle i So Proudly We Hail! fra 1943.
Paulette Goddard medvirkede bl.a. i Charlie Chaplins film Moderne Tider (1936) og Diktatoren (1940).